# Cuciulata
Cuciulata – wieś w Rumunii, w okręgu Braszów, w gminie Hoghiz. W 2011 roku liczyła 1512 mieszkańców.